# Nekràssovka (Vladímir)
|  | Per a altres significats, vegeu «Nekràssovka». |

Nekràssovka (en rus: Некрасовка) és un poble de l'óblast de Vladímir, a Rússia, que en el cens del 2010 no tenia cap habitant. Pertany al districte de Koltxúguino.